# Светлана Ромашина
Светлана Алексејевна Ромашина (рус. Светлана Алексеевна Ромашина; Москва, 21. септембар 1989) је руска спортисткиња, која се такмичи у синхроном пливању у пару и екипно.
У репрезентацији Русије дебитовала је 2005. године и од тада је освојила 3 злата на Олимпијским играма 2008. и 2012, 10 пута је била светска, а 5 пута европска првакиња.
Тренер јој је Татјана Покровска.

## Награде и признања
- Орден Дружбе (пријатељства) - За свој изузетан допринос развоју физичке културе и спорта, висока достигнућа у спорту на Играма XXIX. Олимпијаде у Пекингу 2008[1]
- Заслужни мајстор спорта Русије